# Unité urbaine de Labastide-Saint-Pierre
L'unité urbaine de Labastide-Saint-Pierre est une unité urbaine française centrée sur la commune de Labastide-Saint-Pierre, dans le département de Tarn-et-Garonne, en région Occitanie.

## Données générales
Dans le zonage réalisé en 2010, l'unité urbaine était composée de six communes.
Dans le nouveau zonage réalisé en 2020, elle est composée des six mêmes communes.
En 2022, avec 10 567 habitants, elle représente la 3e unité urbaine du département de Tarn-et-Garonne et occupe le 55e rang dans la région Occitanie.
En 2021, sa densité de population s'élève à 127 hab/km2. Par sa superficie, elle représente 2,25 % du territoire départemental et, par sa population, elle regroupe 4,02 % de la population du département de Tarn-et-Garonne.

## Composition 2020 de l'unité urbaine
Elle est composée des six communes suivantes :
| Nom                                   | Code Insee | Département     | Statut       | Superficie (km2) | Population (dernière pop. légale) | Densité (hab./km2) | Modifier                                    |
| ------------------------------------- | ---------- | --------------- | ------------ | ---------------- | --------------------------------- | ------------------ | ------------------------------------------- |
| Labastide-Saint-Pierre (ville-centre) | 82079      | Tarn-et-Garonne | ville-centre | 20,64            | 3 763 (2022)                      | 182                | modifier les données · modifier les données |
| Campsas                               | 82027      | Tarn-et-Garonne | banlieue     | 15,01            | 1 472 (2022)                      | 98                 | modifier les données · modifier les données |
| Nohic                                 | 82135      | Tarn-et-Garonne | banlieue     | 12,61            | 1 384 (2022)                      | 110                | modifier les données · modifier les données |
| Orgueil                               | 82136      | Tarn-et-Garonne | banlieue     | 14,03            | 1 721 (2022)                      | 123                | modifier les données · modifier les données |
| Reyniès                               | 82150      | Tarn-et-Garonne | banlieue     | 9,94             | 878 (2022)                        | 88                 | modifier les données · modifier les données |
| Villebrumier                          | 82194      | Tarn-et-Garonne | banlieue     | 11,38            | 1 349 (2022)                      | 119                | modifier les données · modifier les données |

## Évolution démographique
| 1968  | 1975  | 1982  | 1990  | 1999  | 2010  | 2015   | 2022   |
| ----- | ----- | ----- | ----- | ----- | ----- | ------ | ------ |
| 4 235 | 4 909 | 5 637 | 6 506 | 7 600 | 9 721 | 10 117 | 10 567 |

#### Données générales
- Unité urbaine en France
- Aire d'attraction d'une ville
- Liste des unités urbaines de France

#### Données démographiques en rapport avec l'unité urbaine de Labastide-Saint-Pierre
- Aire d'attraction de Toulouse
- Arrondissement de Montauban

#### Données démographiques en rapport avec le Tarn-et-Garonne
- Démographie du Tarn-et-Garonne